# Barbastella beijingensis
Barbastella beijingensis is een vleermuis uit het geslacht der mopsvleermuizen (Barbastella) die voorkomt in Peking (Noord-China). Deze soort is van enkele exemplaren bekend die gevonden werden in een tunnel in het dorpen San-Liu-Shui en Wang-Lao-Pu in het district Fangshan van de gemeente Peking; de soortnaam beijingensis ("behorend tot Peking") verwijst naar deze locatie. Volgens DNA-gegevens is deze soort het nauwste verwant aan de Europese mopsvleermuis en de Egyptische populatie van de Aziatische mopsvleermuis en minder nauw aan de populaties van de Aziatische mopsvleermuis in Zuid-China en Japan, die waarschijnlijk tot een andere soort moeten worden gerekend.
B. beijingensis is een grote mopsvleermuis met een relatief grote schedel. Uit de oren komen uitsteeksels, die bij de Zuid-Chinese populaties van de Aziatische mopsvleermuis ontbreken. De achterkant van het oor is onregelmatig. De bovenkant van het lichaam is zwart, de onderkant wat lichter. Op de lippen bevinden zich lange snor- en gewone haren. De grote, vierkante oren komen op het voorhoofd samen. Het dier gebruikt twee verschillende geluiden voor de echolocatie, een met een hogere frequentie (grootste energie 39 kHz) die vaker wordt gebruikt en een met een lagere frequentie (grootste energie 32 kHz) die daar af en toe tussendoor wordt gebruikt. De totale lengte bedraagt 49,7 tot 54,3 mm, de staartlengte 32,7 tot 47,0 mm, de voorarmlengte 37,8 tot 46,4 mm, de oorlengte 10,5 tot 15,9 mm, de lengte van de voet 6,2 tot 9,6 mm en het gewicht 10,5 tot 13,9 g.